# Tana Umaga
Ionatana Falefasa „Tana“ Umaga [tɑːnə 'uːmʌŋə] ONZM (* 27. Mai 1973 in Lower Hutt in Neuseeland) ist ein neuseeländischer Rugby-Union-Spieler und ehemaliger Kapitän der All Blacks, für die er 79 Länderspiele absolvierte. Er beendete seine Spielerkarriere vorläufig beim RC Toulon, um dort als Trainer zu arbeiten. Zu Beginn des Jahres 2009 gab er jedoch bekannt, wieder aktiv zu spielen. Er wird bis zum Ende der Saison 2008/09 als Spieler und Trainer agieren, bis ihn Philippe Saint-Andre in der kommenden Spielzeit als Trainer ablösen wird.

## Spielerkarriere
Der Sohn samoanischer Einwanderer spielte ursprünglich Rugby League (Dreizehnerrugby) und vertrat sein Land zwei Jahre lang in der U19-Nationalmannschaft in diesem Sport. Sein Bruder Mike, ein samoanischer Rugby-Union-Nationalspieler, überredete ihn, ins Fünfzehnerrugby zu wechseln. Die beiden Brüder standen sich ein Mal – 1999 – in einem Länderspiel gegenüber, das die All Blacks mit 71-13 gewannen. Umaga erzielte zwei Versuche.
Nachdem er 1993 seine Karriere in Italien bei Rugby Viadana begonnen hatte, spielte er 1994 erstmals für die Provinz Wellington in der NPC (National Provincial Championship), der höchsten nationalen Liga Neuseelands. 2001–2005 war er Kapitän der Provinz. Seit Gründung der Super 12/14 im Jahr 1996, einem Wettbewerb der besten Provinzen aus Australien, Südafrika und Neuseeland, spielte er für die Wellington Hurricanes. 1997 dann feierte er sein Nationalmannschaftsdebüt auf der Außenposition. Später wechselte er auf die Innenposition. Er gilt als einer der härtesten Verteidiger im Rugbysport.
Bekannt ist er jedoch auch für seinen Sportsgeist. In einem Länderspiel gegen Wales am 21. Juni 2003 verlor der walisische Kapitän Colin Charvis auf Grund eines Tackles des Neuseeländers Jerry Collins das Bewusstsein. Umaga kontrollierte trotz des weiterlaufenden Spiels, dass Charvis seinen Zahnschutz nicht verschluckte, und brachte ihn in die stabile Seitenlage. Für dieses beispielhafte Verhalten erhielt Umaga den Pierre de Coubertin World Fair Play Award (nach Pierre de Coubertin, dem Gründer der modernen Olympischen Spiele). Auch der walisische Rugbyverband ehrte ihn mit einer Figur.
Umaga verpasste fast die gesamte Weltmeisterschaft 2003, nachdem er im ersten Spiel gegen Italien mit seinem Mitspieler Carlos Spencer zusammenprallte und sein linkes hinteres Kreuzband verletzte. Sein nächstes Länderspiel jedoch bestritt er bereits als Kapitän, nachdem er von dem neuen Trainer Graham Henry als Nachfolger von Reuben Thorne für diesen Posten ausgewählt wurde. Die ersten sechs Spiele unter seiner Führung wurden gewonnen, darunter zwei gegen den Weltmeister England. Danach verloren die All Blacks jedoch ihre Auswärtsspiele im Tri-Nations-Turnier, so dass sie dieses Turnier 2004 auf dem letzten Platz beendeten.
Ein Zwischenfall auf der Tour der British and Irish Lions nach Neuseeland 2005 stellte Umagas Ruf in Frage. In der ersten Minute des ersten von drei Länderspielen zwischen Neuseeland und den Lions wurde der Lions-Kapitän Brian O’Driscoll nach einem offenen Gedränge von Umaga und dem Hakler Keven Mealamu auf den Boden geworfen und verletzte sich so schwer an der Schulter, dass er operiert werden musste und die restlichen Spiele der Tour nicht mehr bestreiten konnte. Eine unabhängige Jury befand nach dem Spiel, dass weder Umaga noch Mealamu bestraft werden müssten, doch seitdem hat ein Vertreter des Rugbyweltverbandes IRB den Vorfall als „unzumutbar und gefährlich“ (unacceptably dangerous) bezeichnet und sich bei O’Driscoll entschuldigt.
Der Vorfall geriet jedoch in den Hintergrund, da Umaga die All Blacks zu drei Siegen über die Lions, zum Gewinn der Tri Nations 2005 und zu einer erfolgreichen Grand Slam Tour im Herbst führte.
Vor dem Hintergrund dieser Leistungen wurde er vom IRB für den Titel der besten Rugbyspielers 2005 vorgeschlagen und viele europäische Kommentatoren verglichen Umaga mit Martin Johnson, der England 2003 als Kapitän zum WM-Sieg verhalf. 2006 ergab eine Umfrage unter australischen Super-14-Spielern, dass sie Umaga von allen Gegenspielern am meisten respektierten.
Nach 21 Länderspielen als Kapitän verkündete Tana Umaga auf einer Pressekonferenz am 10. Januar 2006 überraschend seinen Rücktritt aus der Nationalmannschaft, um mehr Zeit für seine Familie zu haben. Er spielte jedoch weiter für Wellington und die Hurricanes.
Im Juni 2006 wurde Umaga für seine Verdienste um den Rugbysport zum Officer des New Zealand Order of Merit ernannt. Im selben Monat unterzeichnete er einen Vertrag mit dem französischen Zweitligisten RC Toulon.

## Trainerkarriere
Umaga führte die Mannschaft des RC Toulon in die erste französische Liga Top 14. Nach schlechtem Saisonstart und Abstiegsgefahr reaktivierte er sich selbst als Spieler. Er wird am Ende der Saison den Trainerposten abgeben, da er sich selbst als zu unerfahren sieht, um eine solche Rolle weiter auszuführen.